# NGC 1502
NGC 1502 je otevřená hvězdokupa v souhvězdí Žirafy s magnitudou 6,9. Objevil ji William Herschel 3. listopadu 1787.
Od Země je vzdálená přibližně 3 260 světelných let.

## Pozorování

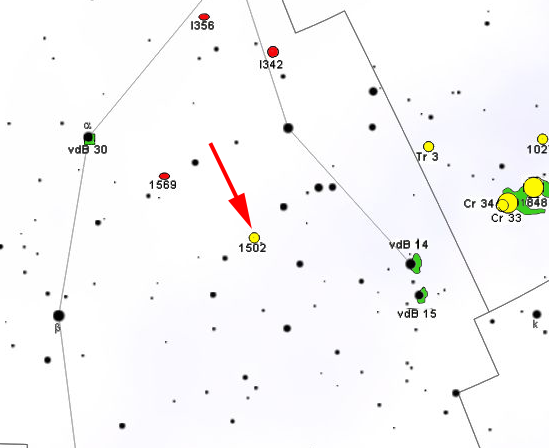
Poloha NGC 1502 v souhvězdí Žirafy

Hvězdokupa se na obloze nachází v jihozápadní části souhvězdí v oblasti bez jasných hvězd a silně zastíněné mezihvězdným prachem. Tvoří jihovýchodní okraj Kemblovy kaskády, což je asterismus ve tvaru dlouhého řetězu hvězd dobře viditelných triedrem. Pomocí tohoto přístroje je hvězdokupa viditelná jako malé těsné zhuštění modrých hvězd 7. a 8. magnitudy, obklopené zdánlivou mlhovinou. Dalekohled o průměru 100 mm ji dokáže rozložit na několik hvězd až do 12. magnitudy, aniž by zůstaly jakékoli stopy mlhoviny. Ještě větší dalekohledy hvězdokupu rozloží úplně a její hvězdy, často sdružené do dvojic, jsou navzájem dobře oddělené.
1,5° jižně od hvězdokupy leží planetární mlhovina NGC 1501.
Hvězdokupa má výraznou severní deklinaci, což je velká výhoda pro pozorovatele na severní polokouli, kde je hvězdokupa cirkumpolární, a to až do nižších středních zeměpisných šířek blízko tropů. Naopak na jižní polokouli je obtížně pozorovatelná a jižně od tropického pásu není viditelná vůbec. Nejvhodnější období pro její pozorování na večerní obloze je od října do března.

## Historie pozorování
Hvězdokupu objevil William Herschel 3. listopadu 1787 pomocí zrcadlového dalekohledu o průměru 18,7 palce (475 mm). Popsal ji jako velmi bohatou a značně hustou hvězdokupu mírně protaženého tvaru. Jeho syn John ji později znovu pozoroval a zařadil ji do svého katalogu mlhovin a hvězdokup General Catalogue of Nebulae and Clusters pod číslem 802.

## Vlastnosti
NGC 1502 je velmi mladá hvězdokupa s odhadovaným stářím kolem 10 milionů let. Tvoří ji přinejmenším 19 hvězd
jasnějších 11. magnitudy, z nichž nejjasnější je zákrytová proměnná hvězda SZ Camelopardalis,
která leží uprostřed hvězdokupy. Předpokládá se, že i modrý veleobr α Camelopardalis byl původně členem hvězdokupy, ale byl z ní vyvržen a stal se hvězdným uprchlíkem. Hvězdokupa leží ve vzdálenosti 1 000 parseků (3 260 světelných let) od Země a patří tedy do vnějšího okraje ramena Orionu.
Šest nejjasnějších členů hvězdokupy je spektrální třídy B3 nebo žhavějších. Dvě nejjasnější hvězdy jsou spektroskopické dvojhvězdy a spolu s několika slabšími hvězdami dohromady tvoří vícenásobnou hvězdu ADS 2984.
Předpokládá se, že NGC 1502 patří do OB asociace Camelopardalis OB1, jejíž stáří může být určeno s velkou přesností na přibližně 10 až 11 milionů let. Přesněji tato hvězdokupa patří do podskupiny Cam OB1-C. Celkový rozměr asociace je v uvažované vzdálenosti 1 000 parseků přibližně 70 až 90 parseků, což je běžný rozměr OB asociací.
Do asociace Cam OB1 patří také různé mlhoviny, jako například HII oblast Sh2-205 a reflexní mlhoviny vdB 14 a vdB 15.